# Audio Comparer
Audio Comparer — это условно бесплатная утилита для осуществления поиска дубликатов среди аудиофайлов в системе по их реальному звуковому содержанию.

## Описание
Audio Comparer представляет собой средство для поиска дубликатов в аудиофайлах в операционных системах Microsoft Windows. Главная особенность программы, в отличие от большинства утилит подобного рода, заключается в том, что Audio Comparer осуществляет поиск не по тегам и другим подобным критериям, а по прямому звучанию аудиофайлов с дальнейшим сравнением на их однотипность.
Поддерживает большое количество музыкальных форматов, в числе которых MP3, MP2, MP1, WMA, AIF, WAV, WavPack, FLAC, APE, AAC и OGG, имеет большую скорость обработки данных и неограниченную память. Утилита может прочитать сжатые данные, упакованные различными алгоритмами или данные с различным битрейтом. После выполнения операции, Audio Comparer предлагает пользователю разнообразные файловые действия, к примеру, удалить, копировать или переместить файл в другой локальный каталог.
Из минусов программы можно выделить отсутствие запоминания коротких файлов, длина воспроизведения которых меньше 1,5 минуты, так как подобных данных мало для корректной обработки и сравнения.